# 青園謙三郎
青園 謙三郎（あおぞの けんざぶろう、1917年〈大正8年〉6月3日 - 1993年〈平成5〉3月2日）は、福井県の郷土史研究家、実業家。身をマスコミ業界に置きながら、生涯にわたり郷土の歴史を研究した。郷土史に関する著作が多くある。

## 人物
1963年（昭和38年）4月、個人蔵の紙本著色柴田勝家像を発見した。
特別史跡一乗谷朝倉氏遺跡の保存には、金沢大学法文学部教授・井上悦夫の奔走と福井県教育委員会の迅速な対応があったが、その際、青園も関係していた。すなわち1970年（昭和45年）8月18日、井上が農業構造改造事業の工事で遺構が破壊されていることを発見し、その夜当時福井テレビ副社長であった青園を通じて、須知邦武副知事に工事中止を申し入れたのである。
著書『松旭斎天一の生涯－奇術師一代』は、2012年（平成24年）2月時点で、松旭斎天一に関する唯一の纏まった伝記である。
1978年（昭和53年）に発行された『福井空襲史』の編集委員長を務めた。

## 経歴
福井市で生まれた。
1942年（昭和17年）、第四高等学校を卒業した。
著書『続々・風変りな郷土史』の「著者略歴」には、「昭和19年」に「東京大学文学部国史学科」を卒業したとある。著書『出生の謎・青蔭雪鴻伝』の「著者略歴」にも同様に「東大文学部国史学科卒」とある。しかし、福井県文書館の提供するウェブサービスであるデジタルアーカイブ福井の人物文献検索には、「東京帝国大学文学部国史学科卒業」とある。
1946年（昭和21年）、福井新聞に入社した。
1956年（昭和31年）から1958年（昭和33年）まで、福井市教育委員を務めた。
福井テレビの創立に参画し、代表取締役社長に就任した。
福井市文化奨励賞を受賞した。
1981年（昭和56年）、藍綬褒章を受章した。
1982年（昭和57年）、福井県文化賞を受賞した。
1989年（平成元年）、勲三等瑞宝章を受章した。

## 著作
- 『風変りな郷土史』福井新聞社、1958年
- 『続・風変りな郷土史』福井新聞社、1959年
- 『続々・風変りな郷土史』福井新聞社、1960年
- 『県市町村物語』福井新聞社、1960年
- 『かくれた郷土の人物：魯迅の心の師・藤野厳九郎/天下の奇術師・松旭斎天一』逓信協会、1972年
- 『よみもの福井史』ひまわり書房、1974年
- 『松旭斎天一の生涯－奇術師一代』品川書店, 1976年
- 『福井市と熊谷市長：廃虚に築いた日本一の都市』自治大学校、1976年
- 『永平寺』永平寺奉賛会、1979年
- 『藤野先生と魯迅：私の中国秘話』青園謙三郎、1983年
- 『鈴木鼓村と石上露子』福井テレビジョン、1984年
- 『出生の謎・青蔭雪鴻伝』つぼた書店、1985年
- 『老残軒雑記』その1～9、青園謙三郎、1987年 - 1989年
- 『検証柴田勝家』日刊県民福井、1995年